# Meineckia websteri
Meineckia websteri är en emblikaväxtart som beskrevs av Jean F.Brunel och Jacobus Petrus Roux. Meineckia websteri ingår i släktet Meineckia och familjen emblikaväxter.
Artens utbredningsområde är Madagaskar. Inga underarter finns listade i Catalogue of Life.